# Ivan I. de la Roche
Ivan I. de la Roche (francuski Jean Ier de la Roche; grčki Ιωάννης ντε Λα Ρος) (? – 1280.) bio je grčki plemić francuskog porijekla te vojvoda Atene.
Bio je sin Guya I. de la Rochea i njegove supruge te je svog oca naslijedio 1263.
Ivan je znao govoriti grčki te je čitao Herodota.
1275. Ivan i njegovi vitezovi oslobodili su Neopatras. Sljedeće godine je bizantski car Mihael VIII. Paleolog izvršio invaziju na Tesaliju i Eubeju. Ivan se tada pridružio Gilbertu od Verone. U Vatondi su Gilbert i Ivan bili zarobljeni.
1280. Ivan je umro te ga je naslijedio njegov brat Vilim.